# Janet Evansová
Janet Elizabeth Evansová (* 28. srpna 1971, Fullerton, Kalifornie) je americká plavkyně, která své největší úspěchy získávala na přelomu osmdesátých a devadesátých let 20. století. Aktivní kariéru ukončila v roce 1996, v červnu 2011 však oznámila návrat s cílem startovat na olympijských hrách 2012.

## Život a sportovní kariéra
Narodila se v Kalifornii, studovala na Stanfordově univerzitě, University of Texas a University of Southern California, kde také závodně plavala. Specializovala se zejména na delší kraulařské tratě a polohové závody. Na mezinárodní scéně se výrazně prosadila v roce 1987, když překonala světové rekordy na 400, 800 i 1500 m volný způsob. Tyto v následujících dvou letech ještě zlepšila a její časy vydržely ještě dlouho v novém tisíciletí - poslední byl překonán ten na 800 metrů a s devatenácti lety trvání (srpen 1989 až srpen 2008) byl historicky druhým nejdéle platným světovým plaveckým rekordem. Na olympijských hrách 1988 vybojovala tři zlaté medaile - na 400 a 800 m volný způsob a v delší polohovce. Zejména na 800 metrů pak světu dominovala na vrcholných akcích až do roku 1994. Svou úspěšnou kariéru zakončila na olympiádě v Atlantě 1996. Medaili tam sice nezískala, ale byla poctěna možností nést olympijskou pochodeň na stadiónu při zahajovacím ceremoniálu, když ji předávala Muhammadu Alimu. Ve svém posledním olympijském závodu - na 800 m volný způsob skončila šestá. V Atlantě také vstoupila do povědomí otevřenou kritikou irské závodnice Michelle Smithové, která nečekaně získala tři zlaté medaile. Smithová byla později skutečně za podezřelou manipulaci se vzorky moče potrestána čtyřletým zákazem. 

V červnu 2011 Janet Evansová oznámila, že se vrátila k tréninku s cílem vybojovat si účast na olympiádě 2012.

## Mimořádné výkony a ocenění
- nejlepší světová plavkyně roku 1987, 1989, 1990

## Osobní rekordy
- 400 m volný způsob - 4:03,85 (1988, Soul) - svět. rekord do roku 2006
- 800 m volný způsob - 8:16.22 (1989, Tokio) - svět. rekord do roku 2008
- 1500 m volný způsob - 15:52.10 (1988, Orlando) - svět. rekord do roku 2007